# 1628
1628 (MDCXXVIII) a fost un an bisect al calendarului gregorian, care a început într-o zi de sâmbătă.

## Evenimente
- Domnul Moldovei Miron Barnovschi acordă înlesniri fiscale curtenilor.
- Legarea de glie a țăranilor din Moldova prin Așezământul lui Miron Barnovschi-Movilă.

## Nașteri
- 12 ianuarie: Charles Perrault scriitor francez (d. 1703)
- 28 noiembrie: John Bunyan  (d. 1688)
- 10 martie: Marcello Malpighi medic italian (d. 1694)
- 18 noiembrie: Eleonora Gonzaga (1630–1686)  (d. 1686)
- 24 martie: Sophie Amalie de Brunswick-Lüneburg  (d. 1685)
- 17 mai: Ferdinand Carol, Arhiduce de Austria  (d. 1662)
- 25 februarie: Claire-Clémence de Maillé  (d. 1694)
- dată necunoscută: Grigore I Ghica  (d. 1674)
- 10 martie: Constantijn Huygens, Jr. astronom olandez (d. 1697)
- dată necunoscută: Herman van Aldewereld  (d. 1669)

## Decese
- 11 decembrie: Cesare d'Este, Duce de Modena, 67 ani (n. 1561)